# Theodor Fontane
Heinrich Theodor Fontane (Neuruppin, 30 dicembre 1819 – Berlino, 20 settembre 1898) è stato un farmacista, scrittore e poeta tedesco, considerato un importante rappresentante del realismo poetico.

## Biografia

### Le origini e l'infanzia
Heinrich Theodor Fontane era figlio del farmacista Louis Henry Fontane, ugonotto nato in Guascogna, e francese era anche la madre, nata nelle Cevenne. Il nonno paterno, Pierre Barthélemy Fontane, era pittore e musicista e fu segretario di gabinetto della regina Luisa di Prussia, prima consorte di Federico Guglielmo III.. «Come sono poco tedesco!» - scriverà Theodor - «In ogni momento sento le mie origini latine, e ne sono orgoglioso».
Theodor visse nella città natale fino all'età di 7 anni. Il padre - di carattere allegro ma leggero - sperperò al gioco il patrimonio familiare e dovette vendere il suo negozio di farmacista, situato in un'eccellente posizione al centro della città. Dopo aver estinto gli ultimi debiti, acquistò una piccola farmacia a Swinemünde, per cui la famiglia dovette abbandonare Neuruppin.
Nel 1832 e nel 1833 Theodor frequentò il ginnasio Friedrich-Wilhelms nella città natale, dopo di che entrò nella scuola tecnica Karl Friedrich Klöden a Berlino. Con la separazione dei genitori, nel 1834 si trasferì presso lo zio Augusto, fratellastro del padre, e nel 1835 incontrò per la prima volta la sua futura consorte Emilie Rouanet-Kummer, anch'essa oriunda della Linguadoca ma all'aspetto, «più che una ragazza francese, pareva una ciociara degli Abruzzi».

### Giovinezza e primi scritti
Nel 1836 interruppe gli studi tecnici ed iniziò la sua formazione di farmacista. Pubblicò la sua prima novella Geschwisterliebe (Amore fraterno) nel 1839.
Ottenuto il suo diploma nel dicembre di quell'anno, nell'autunno del 1840 iniziò il praticantato farmaceutico a Burg, presso Magdeburgo. Scrisse in quel periodo le sue prime poesie.

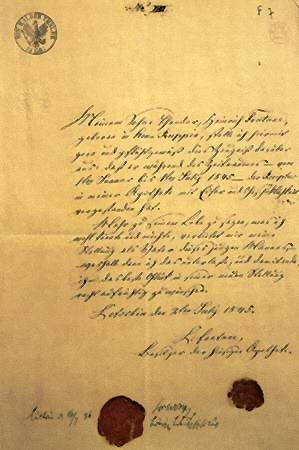
Referenza per Theodor Fontane da parte del padre, 1845

Nel 1841 contrasse la febbre tifoide ma poté ristabilirsi dalla malattia presso i suoi genitori a Letschin.
Guarito, lavorò come aiuto-farmacista prima a Lipsia, quindi a Dresda, ed infine nella farmacia del padre a Letschin.
Nel 1843 fu introdotto da Bernhard von Lepel nel circolo letterario Tunnel über der Spree, di cui fu membro dal 1844 al 1865. Dall'aprile 1844 fino al marzo dell'anno successivo svolse il suo servizio militare come volontario di un anno, congedandosi con il grado di caporale.
Nel corso degli anni, dopo aver lavorato per il padre, si impiegò a Berlino presso la farmacia polacca del dottor Julius Eduard Schacht. L'8 dicembre 1845 si fidanzò con Emilie Rouanet-Kummer. Nel marzo 1847 ottenne il brevetto di "Farmacista di prima classe". L'anno successivo combatté da rivoluzionario nella cosiddetta rivoluzione di marzo ed in quel periodo pubblicò quattro testi di impronta radicale sulla Berliner Zeitungs-Halle, organo del Comitato Democratico della Germania. Fu quindi impiegato nell'ospedale berlinese di Betania.

### Dalla farmacologia al giornalismo
Il 30 settembre 1849 decise di lasciare definitivamente l'attività farmacologia per lavorare come libero autore. Sorsero così i suoi primi scritti politici sul foglio radicale Dresdner Zeitung e nel medesimo anno fu pubblicato il suo primo libro Uomini ed eroi. Otto canti prussiani. Nel 1850 sposò Emilie Rouanet-Kummer e la coppia andò ad abitare a Berlino. All'inizio ebbero problemi finanziari, poiché Fontane non trovava impiego ma un anno dopo fu assunto dalla Centralstelle für Preßangelegenheiten, per la quale fece un viaggio a Londra (1852) e successivamente vi risiedette dal 1855 al 1859.
In quel periodo fu il primo ad informare il pubblico con le sue corrispondenze Englischer Artikel sul movimento artistico dei Preraffaelliti. Con il cambiamento di governo nella casa reale di Prussia, confidò su una liberalizzazione dell'arte nel paese e terminò la sua attività di corrispondente da Londra per rientrare in patria.
Qui però non trovò alcun lavoro redazionale e si dedicò alla letteratura dei viaggi, che a metà del secolo XIX conobbe un vero e proprio boom.
Comparvero i suoi primi articoli sulla sua città natale Neuruppin, ad esempio Il giardino del Tempio (ex giardino del principe ereditario Federico di Prussia) sulla Kreuzzeitung.
Dai rapporti di viaggio, arricchiti con storie e storielle, nacque nel 1861 il libretto La contea di Ruppin e un anno dopo la seconda edizione sovraintitolata Viaggio nel Magdeburgo
Fino a pochi anni prima della sua morte Fontane rielaborò quest'opera, che in totale contò ben cinque edizioni, la modificò ed integrò più volte, in parte con il suo giovane ex vicino di casa di Neuruppin, il commerciante Alexander Gentz.  Questi lavori formarono la base per le successive opere di Fontane.

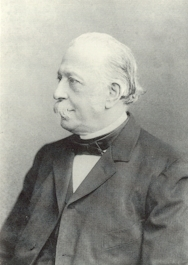
Theodor Fontane

Nel 1860 gli nacque il sesto figlio, una femmina, Marta (Mete), e nello stesso anno egli entrò nella redazione del foglio conservatore-reazionario, orientato pietisticamente, Neuen Preußischen (Kreuz-)Zeitung (Nuova gazzetta (Croce-) Prussiana), che annoverava fra i membri del comitato fondatore anche Bismarck. In questa redazione Fontane fu attivo fino al 1870. Nel 1864 era nato il suo ultimo figlio, Federico e nel medesimo anno Theodor si recò a Copenaghen ove scrisse sulla guerra fra Prussia e Danimarca.
Dal 1870 Fontane lavorò come critico teatrale e nello stesso anno prese una vacanza per visitare, in piena guerra franco-prussiana, Parigi. Qui fu arrestato ingiustamente come sospetto di spionaggio ma fu liberato grazie all'intervento in suo favore da parte dello stesso Bismarck. Fra il 1874 ed il 1876 Fontane intraprese in compagnia della moglie numerosi viaggi in Austria, Italia e Svizzera.

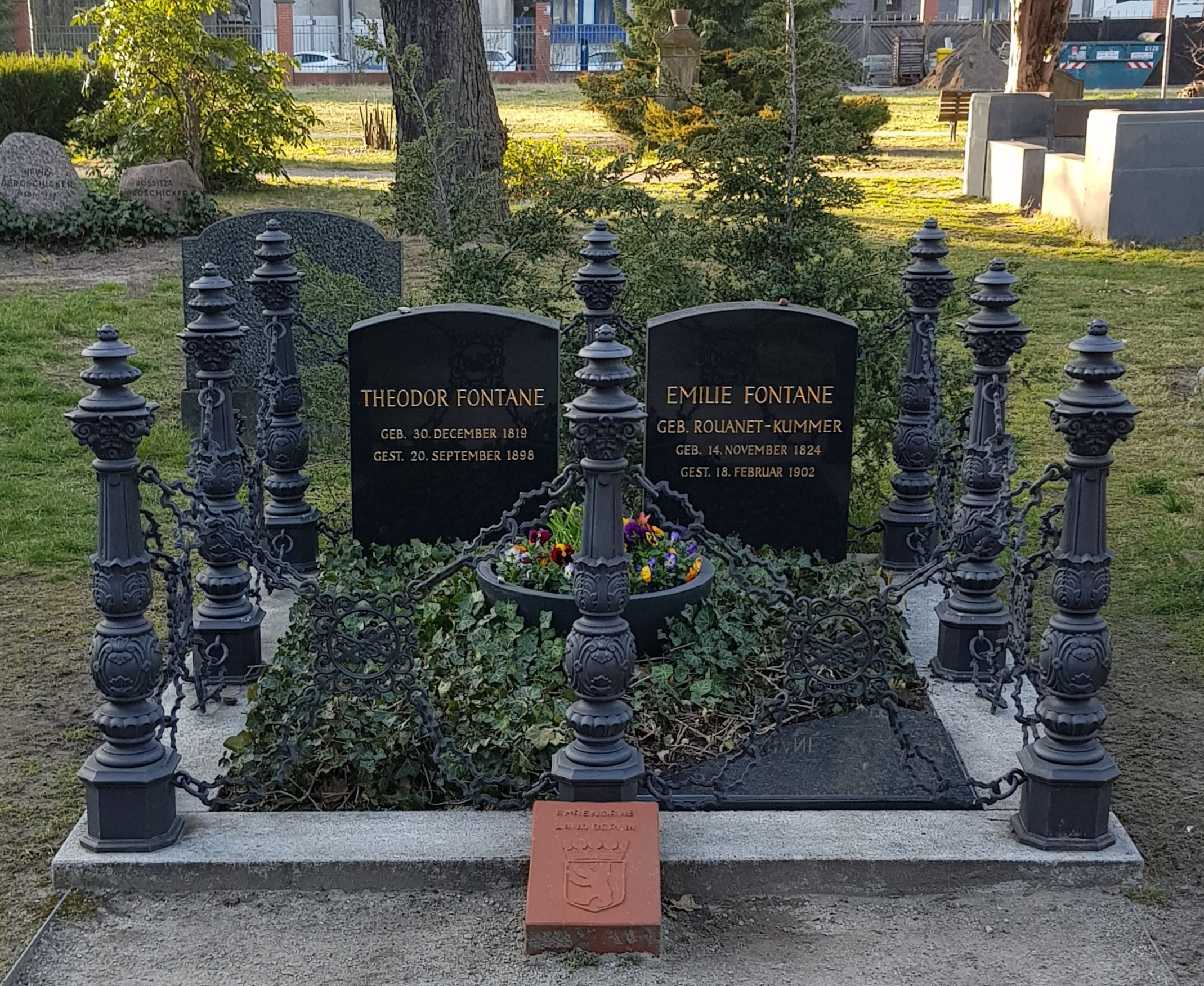
Tomba di Theodor Fontane, 2022

### Il romanziere
Alla fine di questi viaggi decise di non scrivere più per la stampa periodica e di vivere come libero scrittore. Fu nominato proprio nel 1876 segretario dell'Accademia di Belle Arti di Berlino, ma resse per poco tempo l'incarico. Scrisse quindi numerose opere finché fu colpito, nel 1892, da una grave ischemia cerebrale. Il medico gli consigliò, per distrarsi dalla malattia, di raccontare per iscritto i suoi ricordi infantili ed egli seguì il consiglio, rimettendosi così bene dal malanno da completare il romanzo Effi Briest, altri due romanzi e il suo scritto autobiografico: Da venti a trenta.
Nel 1887 morì in un ospedale di Berlino il suo primo figlio, George, a causa di una peritonite, mentre i successivi tre erano deceduti poco dopo la nascita.
Come membro della Chiesa riformata francese, dopo la sua morte fu sepolto nel cimitero della medesima in Berlino.

## Lo stile
Fontane fu un eminente rappresentante del realismo poetico tedesco. Nei suoi romanzi riuscì a caratterizzare molto bene i suoi personaggi, così come ne rappresentò molto bene la loro comparsa, l'ambiente ed il loro modo di esprimersi. Tipiche sue sono le conversazioni che si svolgono in circoli ristretti (detti anche Causerie), quali un pranzo di gala, nel corso delle quali le persone seguono convenzioni mondane e svelano i loro effettivi interessi, spesso contro la loro stessa volontà. Spesso Fontane giunge implicitamente a una critica sociale partendo da quella ai singoli individui. Il suo stile è inoltre permeato di una leggera vena di umorismo.
La gran parte dei suoi romanzi più significativi nacque dopo il compimento dei suoi sessant'anni ed evidenziano una benevola distanza critica dai conflitti amorosi dei suoi personaggi. Tutti i romanzi e le novelle sono "raccontati dall'autore" ma proprio nelle parole dei protagonisti che dialogano si inserisce come artificio un momento in cui il gesto del racconto diviene personale.

## Le opere
Theodor Fontane fu anche giornalista (inizialmente per la Kreuzzeitung) e tradusse nel 1842 l'Amleto di Shakespeare. Inoltre si devono alla sua penna drammi, storie, biografie, scritti di guerra, lettere, diari, critiche teatrali, articoli di giornale e scritti programmatici.

### Romanzi, novelle, racconti e altra prosa
- 1844–59: Wanderungen durch England und Schottland (Viaggio in Inghilterra ed in Scozia[4])
- 1860: Jenseits des Tweed (Oltre il Tweed[4], rapporto su un viaggio in Scozia)
  - trad. Carmen Putti, Viaggio attraverso la Scozia, Treviso: Santi Quaranta, 2002 ISBN 88-86496-39-7
- 1862–88: Wanderungen durch die Mark Brandenburg (Viaggi nella marca di Brandenburgo[4])
  - Vol. 1: Die Grafschaft Ruppin (La contea di Ruppin[4])
  - Vol. 2: Das Oderland[5]
  - Vol. 3: Havelland[5]
  - Vol. 4: Spreeland[5]
  - Vol. 5: Fünf Schlösser (Cinque castelli[4], 1881–88)
    - trad. parziale di Michele Cometa, Vita di Schinkel. La biografia di un artista tra classicismo e romanticismo, Palermo: Medina, 1995
- 1866: Der Schleswig-Holsteinsche Krieg im Jahre 1864 (La guerra dello Schleswig-Holstein nel 1864[4])
- 1873: Der Krieg gegen Frankreich 1870–71 (La guerra contro la Francia del 1870 – 1871[4], corrispondenza di guerra divisa in due parti)
- 1878: Vor dem Sturm (Prima della tempesta[4], romanzo storico)
- 1879: Grete Minde (titolo originale tedesco mantenuto anche nelle trad. italiane; novella da un'antica cronaca)
  - trad. Maria Teresa Mandalari, Roma: Capriotti, 1945; Genova, Marietti, 1989 ISBN 88-211-6213-3
  - trad. Silvia Bortoli, a cura di Giuliano Baioni in Romanzi, 2 voll., Milano, I Meridiani Mondadori, 2003 ISBN 88-04-51343-8 ISBN 88-04-51344-6
- 1881: Ellernklipp (romanzo giallo da un libro di chiesa dello Harz)
  - trad. Silvia Bortoli, in Romanzi, cit.
- 1882: L'adultera (titolo anche dell'originale tedesco; novella)
  - trad. Angelo Treves, Milano, Rizzoli, 1935
  - trad. Enrico Paventi, Genova, Il melangolo, 2002 ISBN 88-7018-466-8
  - trad. Silvia Bortoli, in Romanzi, cit.
- 1883: Schach von Wuthenow (romanzo storico)
  - trad. Domenico Mugnolo, Storia di un ufficiale prussiano, Milano, Mondadori, 1981
  - trad. Maria Teresa Mandalari, introduzione di Cesare Cases, Torino, Centopagine Einaudi, 1985 ISBN 88-06-57901-0
  - trad. Silvia Bortoli, in Romanzi, cit.
- 1884: Graf Petöfy (Il conte Petöfy[4]; romanzo)
  - trad. Liana Biondi Bini, Firenze, Ponte alla Grazie, 1994 ISBN 88-7928-243-3
- 1885: Christian Friedrich Scherenberg und das litterarische Berlin von 1840 bis 1860 (Christian Friedrich Scherenberg e la Berlino letteraria dal 1840 al 1860[4])
- 1883–85: Unterm Birnbaum (romanzo giallo)
  - trad. Elisabetta Cimmino, Abel Hradscheck, Roma, Lucarini, 1989 ISBN 88-7033-350-7
  - trad. Silvia Bortoli, Sotto il pero, in Romanzi, cit.
  - trad. a cura di Remo Ceserani, Sotto il pero, Palermo, Sellerio, 2004 ISBN 88-389-1696-9
- 1887: Cécile (stesso titolo nella versione in lingua italiana; romanzo)
  - trad. Liana Biondi-Bini, Firenze, Ponte alle Grazie, 1993 ISBN 88-7928-008-2; Milano, Garzanti, 1999 ISBN 88-11-58822-7 ISBN 978-88-11-36822-9
  - trad. Silvia Bortoli, in Romanzi, cit.
- 1888: Irrungen, Wirrungen (romanzo)
  - trad. Arturo Petronio, Le complicazioni della vita, Milano, Ultra, 1944
  - trad. Ervino Pocar, La serena rinuncia, Milano, Rizzoli, 1966; con il titolo Errore e passione, ivi 1982 ISBN 88-17-16885-8
  - trad. Cesare De Marchi, Amori, errori, Milano, Mondadori, 1982; Milano, Greco & Greco, 1994 ISBN 88-7980-047-7
  - trad. Silvia Bortoli, Smarrimenti, disordini in Romanzi, cit.
- 1890: Stine (stesso titolo nella versione in lingua italiana; romanzo)
  - trad. Maria Teresa Mandalari, Milano, Serra e Riva, 1983
  - trad. Silvia Bortoli, in Romanzi, cit.
- 1890: Quitt (Pari e patta[4]; romanzo)
- 1891: Unwiederbringlich (romanzo)
  - trad. Marina Neubert Giuriati, Senza ritorno, Milano, Curcio, 1979
  - trad. e prefazione di Giuseppe Bevilacqua, L'ineluttabile, Firenze, Passigli, 1985 ISBN 88-368-0061-0
  - trad. Silvia Bortoli, Senza ritorno in Romanzi, cit.
- 1892: Frau Jenny Treibel oder Wo sich Herz zum Herzen find't (romanzo)
  - trad. Maria Teresa Mandalari, Frau Jenny Treibel, Genova, Marietti, 1987 ISBN 88-211-6194-3; Milano, Lampi di stampa, 1999 ISBN 88-488-0018-1
  - trad. Silvia Bortoli, Jenny Treibel, in Romanzi, cit.
  - trad. Enrico Paventi, La signora Treibel, ovvero Quando cuore incontra cuore, Apeiron Editori, Sant'Oreste (RM), 2003 ISBN 978-88-85978-36-2
- 1894: Meine Kinderjahre (autobiografia)
  - trad. Carmen Putti, Infanzia sul Baltico, Treviso, Santi Quaranta, 2000 ISBN 88-86496-32-X
  - trad. Silvia Bortoli, La mia infanzia, in Romanzi, cit.
- 1894/95: Effi Briest (edito in Italia con lo stesso titolo originale; romanzo, comparso in due parti)
  - trad. Eugenio Giovannetti, Roma, Colombo, 1944
  - trad. Maria Grazia Amoretti, Torino, Utet, 1956
  - trad. Erich Linder, Firenze, Parenti, 1955; Milano, Garzanti, 1978 ISBN 88-11-58213-X ISBN 978-88-11-36213-5
  - trad. Enrico Ganni, introduzione di Giorgio Pressburger, Milano, Feltrinelli, 1993 ISBN 88-07-82074-9 ISBN 978-88-07-82074-8
  - trad. Umberto Colla, Milano: Frassinelli, 1997 ISBN 88-7684-468-6
  - trad. Silvia Bortoli, in Romanzi, cit.; con un saggio di Amos Oz, Oscar Mondadori, 2007 ISBN 978-88-04-56387-7
- 1896: Die Poggenpuhls (I Poggenpuhls[4]; romanzo)
  - trad. Maria Teresa Mandalari, Casale Monferrato, Marietti, 1985 ISBN 88-211-6181-1
  - trad. Silvia Bortoli, in Romanzi, cit.
- 1898: Der Stechlin (romanzo)
  - trad. Clara Becagli Calamai, Il signore di Stechlin, Milano, Garzanti, 1985
  - trad. Amelia Valtolina, Il pungiglione, Milano, Frassinelli, 1997 ISBN 88-7684-474-0
  - trad. Silvia Bortoli, Lo Stechlin, in Romanzi, cit.
- 1898: Von Zwanzig bis Dreißig (Da venti a trenta[4]; autobiografia)
  - trad. Carmen Putti, L'aria di Berlino, Treviso, Santi Quaranta, 2004 ISBN 88-86496-51-6
- 1906: Mathilde Möhring (titolo originale tedesco anche nell'ed. italiana; non finito e pubblicato postumo)
  - trad. Silvia Bortoli, in Romanzi, cit.
  - trad. Enrico Paventi, Apeiron Editori, Sant'Oreste (RM) 2003 ISBN 978-88-85978-28-7

### Ballate e poesie
Fontane scrisse più di 250 poesie, fra cui:
- Archibald Douglas (1854)
- Die zwei Raben (1855) ("I due corvi"[4])
- Das Trauerspiel von Afghanistan (1859)
- Gorm Grymme (1864)
- Die Brück' am Tay  ("Il ponte sul Tay[6]"[4]; 1880)
- John Maynard (1885)
- Herr von Ribbeck auf Ribbeck im Havelland  ("Il signor Ribbeck di Ribbeck in Havelland"[4], 1889)
- Silvesternacht ("La notte di San Silvestro"[4])
- Unterwegs und wieder daheim ("In viaggio e di ritorno a casa"[4], 1895)

### Lettere e diari
- Der Briefwechsel von Theodor Fontane und Paul Heyse 1850–1897, a cura di Erich Petzet (1929)
- Briefe an Georg Friedlaender, a cura di Kurt Schreinert (1954)
- Briefe, a cura di Kurt Schreinert, postfazione di Charlotte Jolles, 4 voll. (1968–71)
- Briefe an Julius Rodenberg. Eine Dokumentation, a cura di Hans-Heinrich Reuter (1969)
- Der Briefwechsel zwischen Theodor Fontane und Paul Heyse, a cura di Gotthard Erler (1972)
- Mete Fontane: Briefe an die Eltern 1880–1882, a cura di Edgar R. Rosen (1974)
- Briefe, a cura di Helmuth Nürnberger, 5 voll. (1976–88); n. ed. in 4 voll. (1987)
- Jenseits von Havel und Spree. Reisebriefe, a cura di Gotthard Erler (1984)
- Die Fontanes und die Merckels. Ein Familienbriefwechsel 1850–1870, a cura di Gotthard Erler, 2 voll. (1987)
- Theodor Fontanes Briefwechsel mit Wilhelm Wolfsohn, a cura di Christa Schultze (1988)
- Briefe an Georg Friedlaender, a cura di Kurt Schreinert, con un saggio di Thomas Mann (1994)
- Tagebücher, vol. 1: 1852, 1855–1858; vol. 2: 1866–1882, 1884–1898 (1994)
- Ein Familienbriefnetz (con Martha Fontane), a cura di Regina Dieterle (2002)
- Theodor Fontane und Bernhard von Lepel. Der Briefwechsel. Kritische Ausgabe, a cura di Gabriele Radecke, 2 voll. (2006)
- Theodor Storm – Theodor Fontane Briefwechsel, a cura di Gabriele Radecke (2011)

## Opere di Fontane sul grande schermo
Dalle sue opere letterarie furono tratti inoltre numerosi film, fra i quali ben quattro da Effi Briest e tre da Mathilde Möhring.